# 朗特诺
朗特诺（法語：Lantenot，法語發音：[lɑ̃tno]）是法国上索恩省的一个市镇，属于吕尔区。

## 地理
朗特诺（47°44'58"N, 6°29'45"E）面积8.26 平方千米，位于法国勃艮第-弗朗什-孔泰大區上索恩省，该省份为法国东部内陆省份，北起顺时针与孚日省、贝尔福地区省、杜省、汝拉省、科多尔省和上马恩省接壤。
与朗特诺接壤的市镇（或旧市镇、城区）包括：拉朗泰讷和莱萨尔蒙、圣日耳曼、贝尔蒙、梅利塞、里尼奥韦勒。

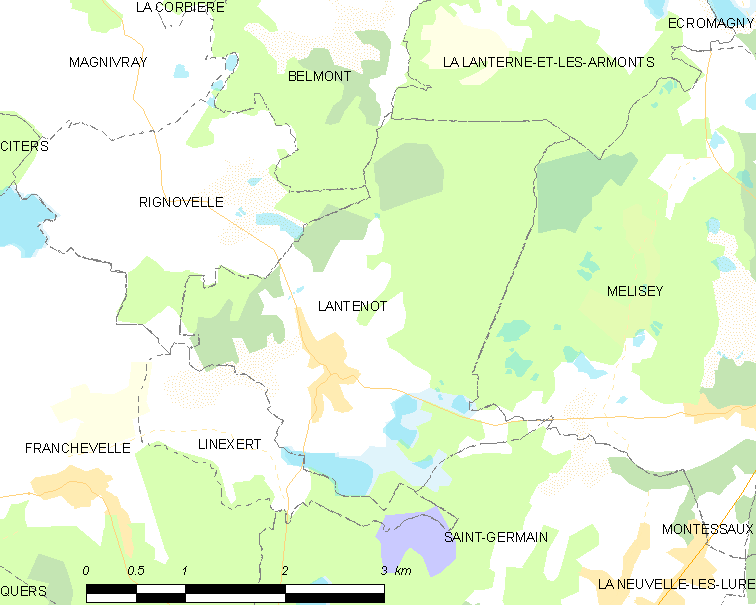
朗特诺的OSM定位图

朗特诺的时区为UTC+01:00、UTC+02:00（夏令时）。

## 行政
朗特诺的邮政编码为70200，INSEE市镇编码为70294。

## 政治
朗特诺所属的省级选区为梅利塞县。

## 人口

1962-2008年间朗特诺人口变化图示

朗特诺于2022年1月1日时的人口数量为362人。